# Escadrille de la fumée

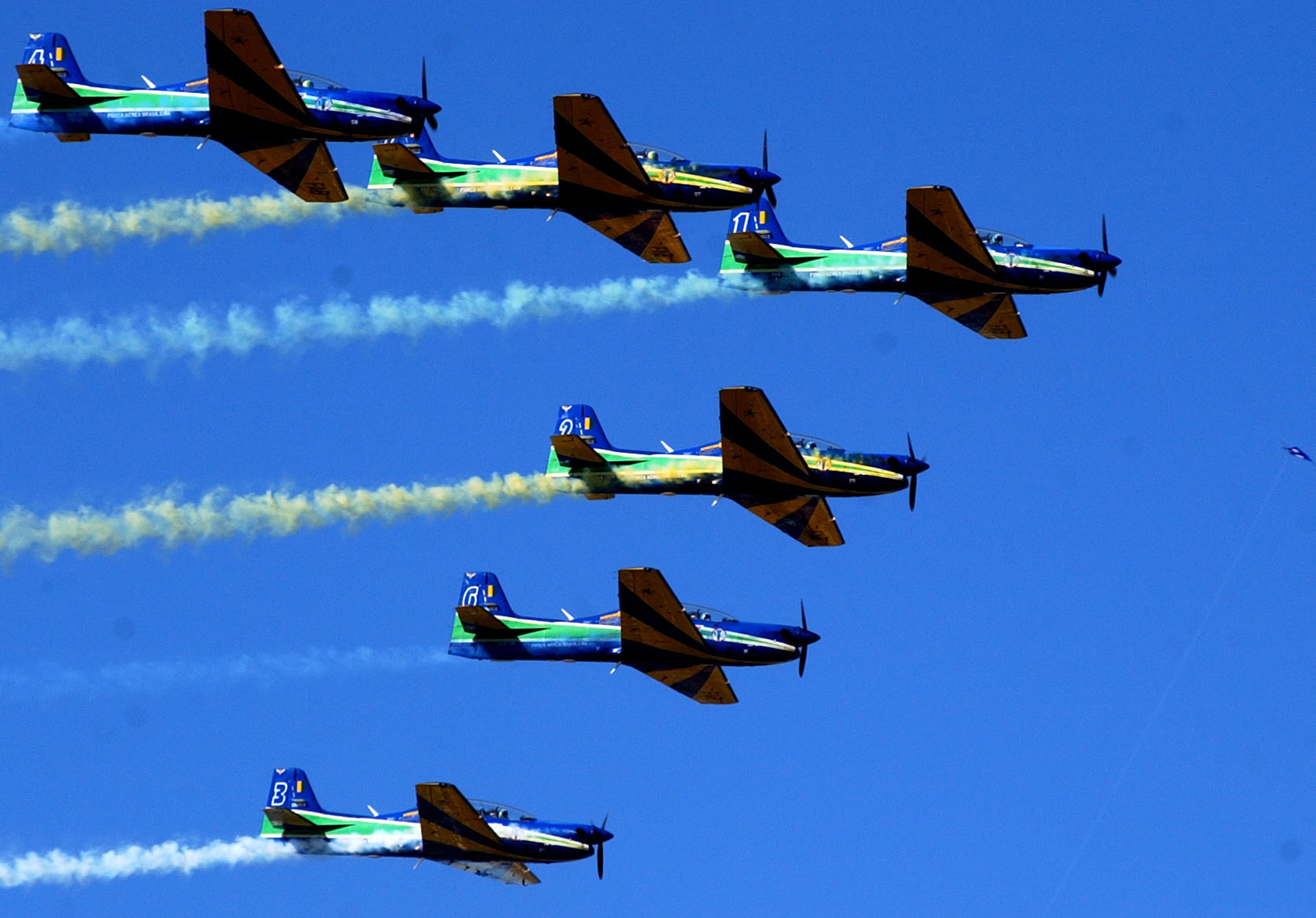
La Esquadrilha da Fumaça

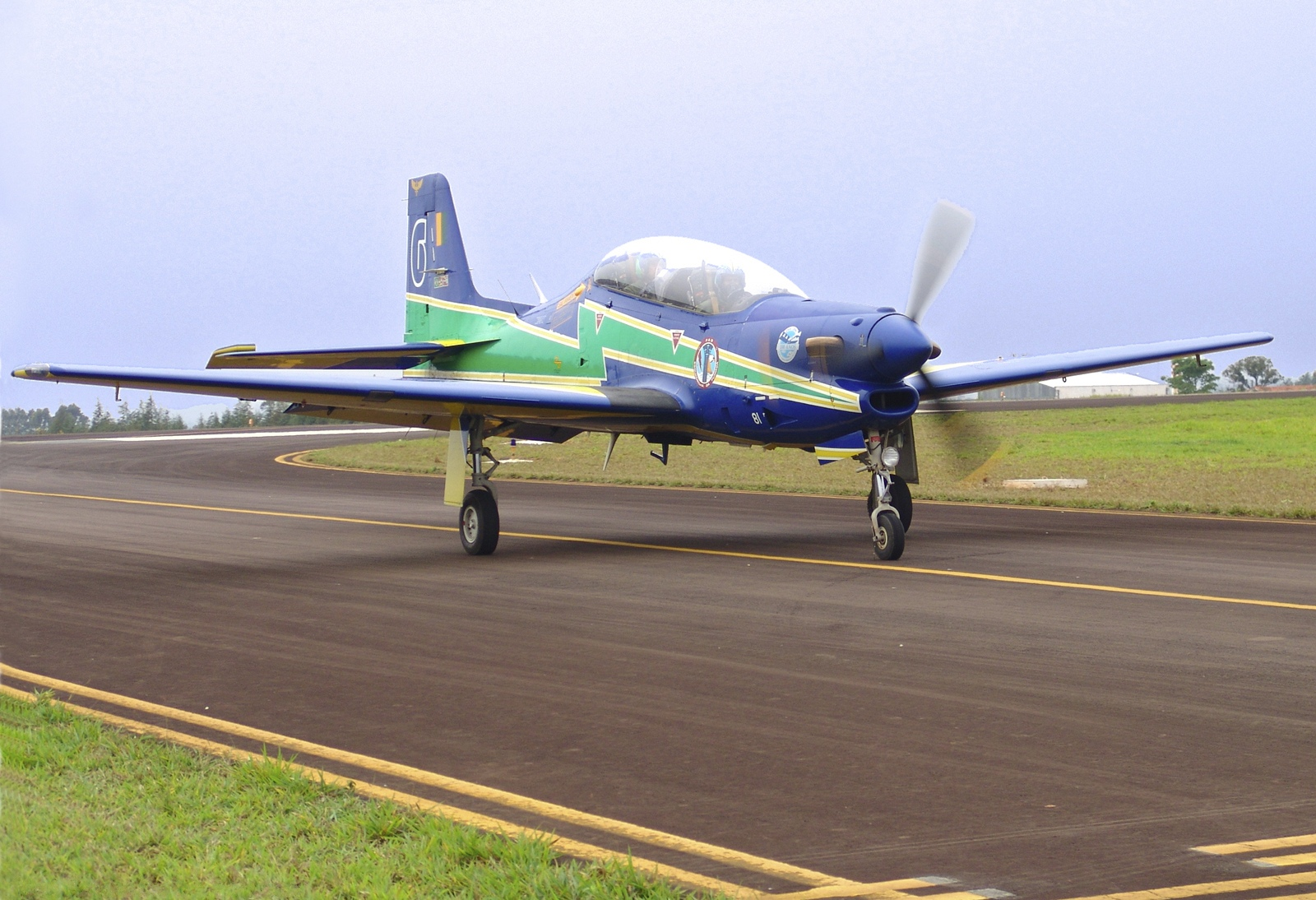
Un Tucano de la Esquadrilha da Fumaça

Esquadrilha da Fumaça, en présentation dans les années 1960.

L'Esquadrilha da Fumaça (en français escadrille de la fumée) est la patrouille aérienne de la Força Aérea Brasileira, la force aérienne brésilienne.
Sa première représentation eut lieu le 14 mai 1952. De 1977 à 1983, la patrouille cessa son activité.
Ses avions sont actuellement des Embraer Super Tucano. 
En 2005, l'escadrille a participé à la partie aérienne du défilé militaire du 14 Juillet à Paris.

## Appareils utilisés

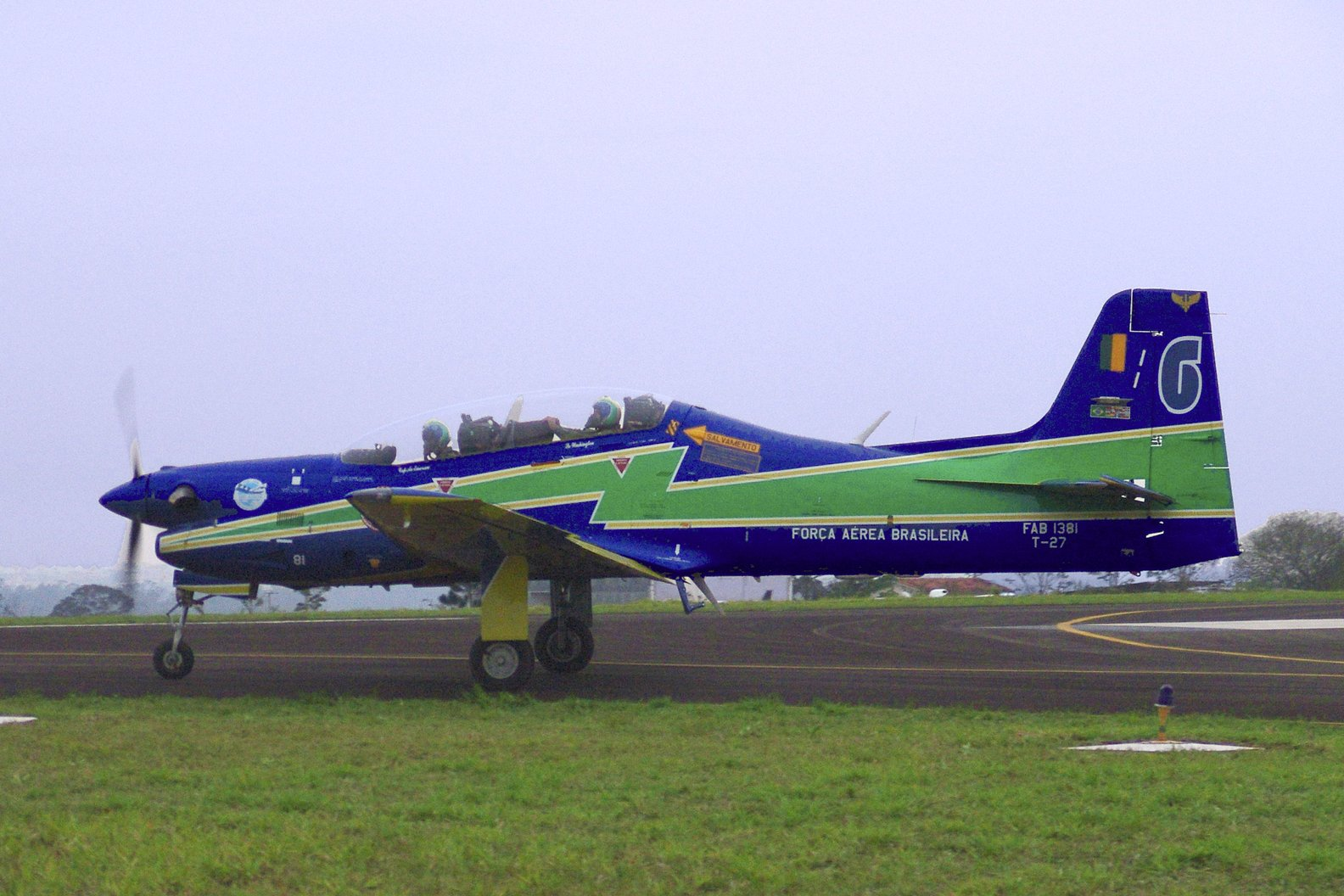
Tucano

La patrouille a utilisé différents types d'avions depuis sa création :
- 1952-1977 : North American T-6 Texan (1225 représentations) ;
- 1969-1972 : Fouga Magister (46 démonstrations) ;
- 1982 : Neiva T-25 (en) Universal (55 représentations) ;
- 1983-2012 : Embraer EMB 312 Tucano (plus de 2000 représentations) ;
- depuis 2012 : Embraer EMB 314 Super Tucano.